# Marmotte de l'île de Vancouver
Espèce
Statut de conservation UICN

 CR A2ac; B2ab(i,ii,iv,v); D : 
En danger critique
La marmotte de l’île de Vancouver (Marmota vancouverensis) est une espèce de petit mammifère appartenant à la famille des sciuridés, qui n'est présente que sur quelques flancs abrupts des collines de l'Île de Vancouver au Nord-Ouest Pacifique. 
Elle est considérée comme en voie de disparition (classement Espèce en danger critique d'extinction, avec 36 individus en liberté répertoriés en 2000, et environ 300 individus en 2017), et fait l'objet de tentatives de préservation de la part du Gouvernement du Canada. 

## Caractéristiques physiques de l'espèce
Les marmottes de l'île de Vancouver ont à l'âge adulte une taille comparable à celle d'un grand chat. Les individus adultes ont une longueur d'environ 60 à 70 cm.
Le dimorphisme sexuel de l'espèce se manifeste essentiellement via la masse des individus. Les mâles adultes atteignent un poids de 6 à 7 kg, tandis que les femelles atteignent généralement 5 kg. La fourrure des Marmottes de l'île de Vancouver est de couleur brune, avec des taches blanches au niveau des joues.
Les marmottes de l'île de Vancouver ont de longues griffes, caractéristiques des mammifères fouisseurs, qui leur permettent de creuser galeries et terriers. Leurs incisives sont allongées, comme celles des castors.

## Reproduction et habitat
Les femelles de l'espèce sont fertiles entre trois et quatre ans. Les portées sont composées d'environ trois petits.
La marmotte de l'île de Vancouver vit dans des prairies alpines, naturellement élevées. Les prairies fournissent les végétaux et l'eau. Le type de sol doit permettre de creuser des terriers où elles hibernent et élèvent leurs petits. 
La perte d'habitat est considérée comme la raison principale de la rareté des espèces de marmottes, dont celle de l'île de Vancouver. Les coupes d'arbres par l'homme dans les forêts créent des prairies où elles peuvent vivre, mais la repousse rapide des arbres détruit cet habitat en quelques années. 

Carte de répartition

## Interaction avec les Humains
Malgré le peu d'interactions entre la marmotte de l'île de Vancouver et l'espèce humaine, l'activité de cette dernière a abouti à la quasi-extinction de cette espèce, en raison des coupes à blanc des forêts qui ont ainsi détruit l'habitat normal des marmottes.
L'animal est depuis en voie de disparition, et classé en danger critique d'extinction.
Cette espèce n'a alors survécu que grâce aux entreprises d'élevage en captivité, s'inscrivant dans les efforts de préservation de l'espèce de la part du Gouvernement du Canada. Il n'existe que 250-300 individus à l'état sauvage (2017).

## Publication originale
- (en) Harry Schelward Swarth, « Two new species of Marmots from north-western America », University of California publications in zoology, vol. 7, no 6,‎ 18 février 1911, p. 201-204 (lire en ligne)